# George Bull
George Bull (25 mars 1634 à Wells, Somerset, Angleterre - 17 février 1710 à Brecknock, Pays de Galles) est un évêque anglican et théologien anglais. Les théologiens anglicans jugent d'un œil très favorable l'œuvre de George Bull.

## Biographie
George Bull naît le 25 mars 1634 dans la paroisse de St. Cuthbert de la ville de Wells, du comté de Somerset en Angleterre. Après avoir suivi des cours à l'école de grammaire (grammar school) de Wells, il étudie à la Blundell's School de Tiverton dans le Devon. Avant d'avoir 14 ans, il est reçu en résidence au Collège d'Exeter, de l'université d'Oxford. À cette école, il devient ami de Thomas Clifford, futur grand trésorier de l'Angleterre (High treasurer). En 1649, Bull imite son tuteur Baldwin Ackland qui refuse de prêter serment aux autorités de l'interrègne anglais ; les deux quittent l'université et s'établissent à North Cadbury dans le Somerset.
Bull étudie alors sous William Thomas, pasteur à Ubley et théologien puritain ; Bull est cependant plus influencé par le fils du recteur, Samuel, qui l'invite à lire Richard Hooker, Henry Hammond et Jeremy Taylor. Après avoir pris congé de Thomas, il demande à Robert Skinner, ancien évêque d'Oxford, l'ordination épiscopale. C'est ainsi qu'il est nommé diacre et prêtre le même jour, à l'âge de 21 ans. Il se rend ensuite à St. George, près de Bristol. Bull, comme d'autres religieux, récite les prières d'église sans recourir aux écrits. Chaque année, il demeure deux mois à Oxford ; à l'aller comme au retour, il s'arrête chez Sir William Master dans le Cirencester. Il y rencontre le pasteur Alexander Gregory et sa fille Bridget, qu'il épouse le jour de l'Ascension de l'année 1658. La même année, il accepte l'offre d'être pasteur de l'église St. Mary à Siddington dans le Gloucestershire. En 1659, le presbytère de l'église devient l'un des lieux de rassemblements des partisans de la dynastie en exil, où sont forgés des plans pour le retour du futur Charles II d'Angleterre.
En 1662, il accepte l'offre d'être pasteur de l'église St. Peter à Siddington. Ces deux églises se trouvent sur la même paroisse, qui comprend à peine 30 familles. Pourtant, Bull y est pasteur pendant 27 ans. Après la publication de Defensio en 1685, dedicacé à Heneage Finch, 1er Earl de Nottingham, qui l'a soutenu en 1678 pour un prébende à Gloucester, Bull devient pasteur d'Avening, village et paroisse dans le Gloucestershire. En 1686, William Sancroft le nomme archidiacre du diocèse de Llandaff. Bull obtient le titre de Doctor of Divinity (DD) grâce aux efforts de l'évêque John Fell, même s'il n'a pas suivi les cours pertinents.
Après la Glorieuse Révolution (1688-1689), Bull est nommé à la commission pour la paix, tout en continuant son travail de magistrat jusqu'à ce qu'il soit nommé évêque, en lien avec les activités de la Society for the Reformation of Manners. En mars 1705, il est nommé évêque de l'église St. David, mais il est âgé et infirme. Il meurt le 17 février 1710 des suites d'une maladie ; son corps est enterré à Brecknock.

## Théologie
Bull occupe une place notable parmi les théologiens anglicans, et en tant que défenseur de la doctrine de la Trinité, il était tenu en haute estime même par les controversistes romanistes continentaux. Bull promouvait une théologie arminienne. En particulier, il adopta une position anti-calviniste très ostensible à la fois dans ses ouvrages Defensio et Harmonia Apostolica.

## Œuvres
Bull a rédigé quatre traités théologiques majeurs en latin, un sur la justification et trois sur la Trinité. John Ernest Grabe a regroupé, édité et publié les textes latins des œuvres de Bull en 1703. Ces ouvrages ont été traduits en anglais à diverses moments.
Bull a rédigé son premier traité, Harmonia Apostolica, dans le but de réconcilier les disparités entre Paul de Tarse et l’Épître de Jacques sur la relation entre la foi et le travail bien accompli selon la justification chrétienne. Il avance que les écrits de Saint Paul doivent être interprétés selon les écrits de Jacques le Juste, et non l'inverse, parce que les écrits du second paraissent après ceux du premier et que le second a probablement lu les écrits de Paul de Tarse. Divers religieux en vue de cette époque rejettent cette analyse. Bull publie Harmonia Apostolica en 1669-1670, Examen Censures en 1675 et Apologia pro Harmonia la même année en réplique aux critiques.
Son plaidoyer en faveur du travail bien accompli fait dire à ses adversaires que Bull est partisan du socinianisme. Cette polémique l'amène à clarifier sa position, ce qu'il fait en publiant Defensio Fidei Nicaenae en 1685. Terminé en 1680, trois éditeurs l'ont refusé, mais il paraît grâce à l'appui du clergyman William Jane et de l'évêque John Fell, ce dernier payant les frais d'impression. L'ouvrage est bien reçu, notamment par Jacques-Bénigne Bossuet. À cette époque, les théologiens, approuvant les positions de Simon Episcopius et Denis Pétau, refusent de croire que les Pères de l'Église adoptent une doctrine différente après le premier concile de Nicée. Bull décide de démontrer que les Pères ont changé de doctrine après le concile, en se concentrant uniquement sur les opinions de ces derniers. Un long extrait de Defensio Fidei Nicaenae a été republié par Jacques Paul Migne dans le septième volume des écrits d'Origène de la collection Patrologia Graeca (vol. XVII).
L'ouvrage suivant de Bull, Judicium Ecclesiae Catholicae paru en 1694, supplémente Defensio. Simon Episcopius avance que les Pères de l'Église ne croient pas que la communion est une cérémonie que le pratiquant doit compléter pour démontrer qu'il croit en la divinité de Jésus-Christ ; Bull rédige son Judicium pour prouver que c'est le cas. Son dernier traité, Primitiva et Apostolica Traditio, s'oppose directement à l'opinion de Daniel Zwicker qui affirme que la divinité, l'existence antérieure et l'incarnation de Jésus-Christ sont des inventions des hérétiques.
Le biographe de Bull a envoyé une copie de Judicium à Bossuet, qui l'a apprécié tout comme le clergé de France puisqu'il défend la divinité de Jésus-Christ. Cependant, Bossuet exprime publiquement son étonnement que Bull n'est pas catholique. George Bull répond à cette critique en publiant Corruptions of the Church of Rome (Corruption de l'Église de Rome). L'ouvrage connaîtra quatre éditions (la dernière en 1714) et sera traduit en italien. L'ouvrage A Companion to Candidates for Orders, or the Great Importance of the Priestly Office paraît en 1714, à titre posthume. Son fils Robert publiera ses vingt sermons, aussi à titre posthume.
Thomas Wilkinson de Great Houghton a traduit Harmonia Apostolica en 1801. Harmonia, Examen Censurae, Defensio et Judicium ont fait partie de l'ouvrage Library of Anglo-Catholic Theology publié à Oxford en 1842-1855. Thomas Rankin a publié en 1825 l’Opinion of the Catholic Church, traduction de Judicium, en ajoutant un mémoire sur la vie de Bull. Une édition complète de tous les ouvrages de Bull (y compris ses sermons) a été publiée en sept volumes en 1827 par Clarendon Press d'Oxford à la suite d'une révision du théologien Edward Burton.

### Citations
1. ↑  (en) Cousin John William, « Bull, George », dans John William Cousin, A Short Biographical Dictionary of English Literature, Londres ; New York, J. M. Dent & Sons ; E. P. Dutton & Co., 1910 (lire en ligne)
2. 1 2 3 4 5 6 7 8 9 10  (en) John Henry Overton, « Bull, George », dans Sidney Lee, Dictionary of National Biography, vol. 7, Londres, Smith, Elder & Co., 1885–1900 (lire en ligne)
3. ↑  Levitin 2015, [...] son Harmonia Apostolica (1670) adopta une position clairement anti-calviniste sur la justification par la foi, [...] c'était une décision qui impliquait également une forte insistance sur l'autorité des pères avant Nicée, même au détriment explicite d'Augustin. Cette théologie arminienne sans vergogne a été portée aussi dans Defensio, [...], p. 514.

### Sources
- (en) Dmitri Levitin, Ancient wisdom in the age of the new science : histories of philosophy in England, c. 1640-1700, Cambridge, Cambridge university press, 2015